# Lophaster verrilli
Lophaster verrilli är en sjöstjärneart som beskrevs av A.H. Clark 1938. Lophaster verrilli ingår i släktet Lophaster och familjen solsjöstjärnor. Inga underarter finns listade i Catalogue of Life.